# George Irvine
George Ramsey "Hawkeye" Irvine (Seattle, Washington; 1 de febrero de 1948-9 de mayo de 2017) fue un jugador y entrenador de baloncesto estadounidense. 
Jugó como alero en la Universidad de Washington, y fue seleccionado por Seattle SuperSonics en la octava ronda del Draft de 1970. Sin embargo, nunca jugó en su nativa Seattle, ni en ningún equipo de la NBA. Escogió jugar en la ABA, en Virginia Squires, durante cinco temporadas. Aún jugó una sexta campaña en Denver Nuggets (todavía en la ABA) antes de retirarse en la temporada 1976-77. Irvine posteriormente entrenó a dos franquicias de la NBA: Indiana Pacers y Detroit Pistons. 
Falleció el 9 de mayo de 2017 a la edad de 69 años a causa de un cáncer. 